# Anthony Doyle
Anthony Paul Doyle –conocido como Tony Doyle– (Ashford, 19 de mayo de 1958) fue un deportista británico que compitió en ciclismo en las modalidades de pista, especialista en las pruebas de persecución, y ruta.

## Trayectoria
Fue profesional desde 1980 hasta 1995. Sus mayores éxitos los consiguió en la pista: dos veces campeón mundial en persecución individual, y obtuvo 23 victorias en carreras de seis días.
Ganó siete medallas en el Campeonato Mundial de Ciclismo en Pista entre los años 1980 y 1988, y ocho medallas en el Campeonato Europeo de Ciclismo en Pista entre los años 1980 y 1989.
Participó en los Juegos Olímpicos de Moscú 1980, ocupando el séptimo lugar en la prueba de persecución por equipos.
Después de retirarse de la competición en 1995, fue elegido presidente de la Federación Británica de Ciclismo. Además, fue el director de carrera de la Vuelta a Gran Bretaña. Falleció a los 64 años de cáncer de páncreas.

## Medallero internacional
| Campeonato Mundial | Campeonato Mundial                 | Campeonato Mundial | Campeonato Mundial         |
| Año                | Lugar                              | Medalla            | Competición                |
| ------------------ | ---------------------------------- | ------------------ | -------------------------- |
| 1980               | Besanzón ( Francia)                | Medalla de oro     | Persecución individual (P) |
| 1984               | Barcelona ( España)                | Medalla de plata   | Persecución individual (P) |
| 1985               | Bassano ( Italia)                  | Medalla de plata   | Persecución individual (P) |
| 1986               | Colorado Springs ( Estados Unidos) | Medalla de oro     | Persecución individual (P) |
| 1987               | Viena ( Austria)                   | Medalla de plata   | Puntuación (P)             |
| 1987               | Viena ( Austria)                   | Medalla de bronce  | Persecución individual (P) |
| 1988               | Gante ( Bélgica)                   | Medalla de plata   | Persecución individual (P) |
| Campeonato Europeo |                                    |                    |                            |
| Año                | Lugar                              | Medalla            | Competición                |
| 1980               | s. inf.                            | Medalla de plata   | Ómnium                     |
| 1982               | s. inf.                            | Medalla de bronce  | Ómnium                     |
| 1983               | Copenhague ( Dinamarca)            | Medalla de plata   | Madison                    |
| 1984               | Zúrich ( Suiza)                    | Medalla de oro     | Madison                    |
| 1985               | Copenhague ( Dinamarca)            | Medalla de plata   | Madison                    |
| 1988               | Copenhague ( Dinamarca)            | Medalla de oro     | Ómnium                     |
| 1988               | Copenhague ( Dinamarca)            | Medalla de oro     | Madison                    |
| 1989               | Gante ( Bélgica)                   | Medalla de oro     | Madison                    |

1. 1 2 3  Campeonato Europeo realizado sólo para la disciplina de ómnium.
2. 1 2 3 4 5  Campeonato Europeo realizado sólo para la disciplina de madison.

## Palmarés en pista
- 1980

 Campeón del Mundo en Persecución individual
- 1983

1.º en los Seis días de Berlín (con Danny Clark)
1.º en los Seis días de Dortmund (con Danny Clark)
- 1984

Campeón de Europa de Madison (con Gary Wiggins)
- 1985

1.º en los Seis días de Bremen (con Gary Wiggins)
1.º en los Seis días de Maastricht (con Danny Clark)
- 1986

 Campeón del Mundo en Persecución individual
1.º en los Seis días de Berlín (con Danny Clark)
1.º en los Seis días de Dortmund (con Danny Clark)
1.º en los Seis días de Copenhague (con Danny Clark)
1.º en los Seis días de Launceston (con Danny Clark)
1.º en los Seis días de Grenoble (con Francesco Moser)
1.º en los Seis días de Gante (con Danny Clark)
- 1987

1.º en los Seis días de Maastricht (con Danny Clark)
1.º en los Seis días de Copenhague (con Danny Clark)
1.º en los Seis días de Bassano del Grappa (con Moreno Argentin i Roman Hermann)
- 1988

Campeón de Europa de Madison (con Danny Clark)
Campeón de Europa en Ómnium Endurance
1.º en los Seis días de Berlín (con Danny Clark)
1.º en los Seis días de Dortmund (con Danny Clark)
1.º en los Seis días de Bremen (con Danny Clark)
1.º en los Seis días de Róterdam (con Danny Clark)
1.º en los Seis días de París (con Danny Clark)
1.º en los Seis días de Münster (con Danny Clark)
1.º en los Seis días de Múnich (con Danny Clark)
- 1989

Campeón de Europa de Madison (con Danny Clark)
1.º en los Seis días de Colonia (con Danny Clark)
- 1990

1.º en los Seis días de Múnich (con Danny Clark)
- 1991

1.º en los Seis días de Gante (con Etienne De Wilde)

## Palmarés en ruta
- 1979

1.º en el Circuit des Mines
- 1981

1.º en los Girvan Three Day y vencedor de una etapa
1.º en el Yorkshire Classic y vencedor de una etapa
- 1982

1.º en los Girvan Three Day y vencedor de una etapa
- 1986

1.º en el Ron Kitching Classic y vencedor de una etapa
- 1989

Vencedor de una etapa de la Milk Race